# Мадонна с младенцем перед аркой
«Мадонна с младенцем перед аркой» — картина немецкого художника эпохи Возрождения Альбрехта Дюрера, выполненная около 1505 года. В настоящее время находится в фонде Маньяни-Рокка в Траверсетоло, в Италии.

## История картины
Картина была обнаружена после Второй мировой войны в женском монастыре капуцинок в Баньякавалло, в провинции Равенна Антонио Савиоли, который принял её за одну из леонардесок. В 1961 году итальянский искусствовед Роберто Лонги признал её работой Дюрера. В 1969 году, когда монастырь был закрыт, а монахини покинули Баньякавалло, картина была продана коллекционеру и меценату Луиджи Маньяни (1906—1984). Сегодня коллекцией Маньяни управляет Фонд Маньяни-Рокка.
Архивные исследования установили, что картина поступила в монастырь в 1822 году.
Предположительно это одна из работ, привезённых Дюрером из Германии для финансирования своей второй поездки в Италию в 1505 году. Известен подготовительный рисунок 1495 года, скопированный с «Младенца Иисуса» Лоренцо ди Креди (возможно, увиденного немецким художником в Венеции). Черты лица Марии напоминают работы Джованни Беллини, которые также присутствовали в работах Дюрера того же периода, например, в «Мадонне Халлер».

## Описание
Сцена происходит в тёмной комнате, слева находится окно, закрытое деревянными панелями, справа — арка, ведущая в отделённый стеной сад (символизирующее hortus conclusus). Мария изображена в полуанфас, на коленях она держит младенца Иисуса. Левая рука Младенца касается руки матери, а другая держит веточку земляники, одного из символов Триединства. Растение, которое держит Младенец, имеет только два листа в трехлистной конфигурации земляники. Отсутствующий лист на растении указывает на Младенца, как последнюю часть Троицы. Интимную и нежную атмосферу не нарушает внимание художника к деталям, таким как блестящие волосы девы или тяжелая складка, которую делает на её голове синий плащ, обнажая розовую подкладку, которая подходит к ярко-красному платью.